# Чудова сімка (фільм, 2016)
«Чудова сімка» (англ. The Magnificent Seven) — американський фільм-вестерн, знятий Антуаном Фукуа. Він є ремейком однойменного фільму 1960 року, який у свою чергу є ремейком японського — «Сім самураїв» (1954). Прем'єра стрічки в Україні відбулася 22 вересня 2016 року. Фільм розповідає про групу ковбоїв, які стають на захист пригнобленого бандитами села.

## Синопсис
Семеро стрільців з різним минулим об'єднуються мстивою молодою вдовою (Гейлі Беннетт), щоб захистити своє місто від приватної армії зловісного корумпованого промисловця (Пітер Сарсґаард).

## У ролях

### «Чудова сімка»
- Дензел Вашингтон — Сем Чісолм
- Кріс Пратт — Джош Фаррадей
- Ітан Гоук — Гуднайт Робішо
- Вінсент Д'Онофріо — Джек Горн
- Лі Бьон Хон — Біллі Рокс
- Мануель Гарсіа-Рульфо — Васкес
- Мартін Сенсмейер — Червоний Жнивар

### Інші
- Пітер Сарсґаард — Бартоломью Боуг
- Гейлі Беннетт — Емма Каллен
- Метт Бомер — Меттью Каллен
- Люк Граймс — Тедді К'ю
- Кем Жиґанде — МакКен
- Джонатан Джосс — Деналі
- Вінні Джонс — злодій

## Виробництво
Зйомки почались 18 травня 2015 року в Батон-Руж і закінчились 18 серпня того ж року.